# Hydrolycus armatus
Hydrolycus armatus är en fiskart som först beskrevs av Jardine, 1841.  Hydrolycus armatus ingår i släktet Hydrolycus och familjen Cynodontidae. Inga underarter finns listade i Catalogue of Life.